# 高岡 (佐倉市)
高岡（たかおか）は、千葉県佐倉市の大字。郵便番号285-0046。

## 地理
北は弥勒町、大蛇町、北東は白銀、東長熊、南東は八木、南は石川、高崎、南西は六崎、西は表町、鏑木仲田町、北西は鏑木町

## 世帯数と人口
2017年（平成29年）10月31日現在の世帯数と人口は以下の通りである。
| 大字 | 世帯数 | 人口  |
| ---- | ------ | ----- |
| 高岡 | 61世帯 | 136人 |

## 小・中学校の学区
市立小・中学校に通う場合、学区は以下の通りとなる。
| 地域 | 小学校             | 中学校               |
| ---- | ------------------ | -------------------- |
| 全域 | 佐倉市立白銀小学校 | 佐倉市立佐倉東中学校 |

## 施設
- 佐倉市立佐倉東中学校
- 高岡公会堂
- 要行寺
- 麻賀多神社

## 交通

### 道路
- 国道
  - 国道296号